# Duno von Bamberg
Duno von Bamberg (bl. um 1170) war ein Prior des ehemaligen Benediktinerklosters St. Michels in Bamberg in Bayern. 
Sein Name wird in verschiedenen Quellen vor allem in Verbindung mit Hildegard von Bingen, der ersten Vertreterin der deutschen Mystik des Mittelalters, erwähnt. 1169/70 standen Duno und Hildegard miteinander in Briefwechsel, der für die Forscher der Feminisierung der religiösen Sprache besonders interessant ist. Ein Teil dieser Korrespondenz ist in einer Briefsammlung aus dem Jahre 1566 im Historischen Museum am Strom erhalten.